# إيدا فون ناغل
إيدا فون ناغل (بالألمانية: Ida von Nagel)‏ هي فارسة سباق ألمانية، ولدت في 15 مايو 1917 في هوفغايزمار في ألمانيا، وتوفيت في 29 أغسطس 1971 في إنيغرلوه في ألمانيا.

## وصلات خارجية
- إيدا فون ناغل على موقع أوليمبيديا (الإنجليزية)